# Jack învață să sară bine
Jack învață să sară bine este al paisprezecelea episod al serialului de desene animate Samurai Jack.

## Subiect
Jack distruge gângăniile robotice ale lui Aku și se apropie de un Portal Temporal. Dar tocmai când să pătrundă prin el, Aku răsare din pământ și apucă portalul. Jack nu reușește să mai ajungă la portal, oricât ar sări, căci Aku îl ține prea sus. După ce râde de încercările lui nereușite, Aku dispare în zare cu portal cu tot.
Jack mănâncă o friptură pusă la frigare, în mijlocul unei păduri. Dar pe nesimțite, cineva îi fură sosul și apoi toată friptura. Jack zărește o umbră sărind prin copaci, o urmărește, dar se lovește de o cracă și renunță. Atunci hoțul se întoarce și își cere iertare. Acesta este un sălbatic dolofan care poate sări atât de mult, încât parcă zboară.
Dolofanul îl ia pe Jack în cârcă și îl duce la tribul lui de maimuțe pufoase. Dolofanul se pierduse de mic prin pădure și fusese adoptat de tribul de maimuțe, care l-au învățat să sară bine.
Jack mănâncă niște fructe cu tribul, când deodată sunt atacați de niște gorile care le mănâncă fructele. Tribul se pitise din timp prin scorburi, dar Jack le alungă pe gorile, altoindu-le cu un băț de bambus. Dolofanul îi mărturisește lui Jack că le e frică să lupte și că după fiecare atac își caută alt teritoriu. Atunci Jack se oferă să-i învețe să se apere, iar tribul îl va învăța în schimb să sară bine.
Jack le arată cum să construiască diverse capcane, cum să imobilizeze un dușman prin aruncarea a două pietre legate cu o frânghie și cum să lupte cu bățul de bambus.
Apoi tribul îi leagă lui Jack niște pietroaie de mâini și de picioare, iar în spate îi fixează un bolovan imens, încât Jack abia se mai ține pe picioare. Încet-încet, începe să facă pași, apoi să urce un deal, să se cațere pe o liană, să alerge prin apă, să traverseze pe o liană întinsă între doi copaci, să sară peste o ștachetă ținută de maimuțe la câțiva centimetri de sol, să alerge la deal, să sară de pe o liană pe alta și să alerge de la un copac la altul pe liane. Apoi tribul îi dezleagă greutățile și Jack, ușurat, poate sări bine, peste coroanele copacilor.
Jack mulțumește și își ia la revedere de la trib, dolofanul îl îmbrățișează emoționat.
Abia plecase Jack, că gorilele atacă din nou, dar de data asta tribul opune rezistență și le învață minte. Jack, care auzise strigătele de luptă, dă fuga înapoi, dar vede că tribul se descurcă și nu mai intervine.
Jack învinge iar niște gângănii robotice care îi barau calea către Portalul Temporal, Aku apare iar de nicăieri și smulge portalul, dar acum Jack sare bine și îi aplică lui Aku o lovitură de sabie în plin.